# Andrzej Kopacz

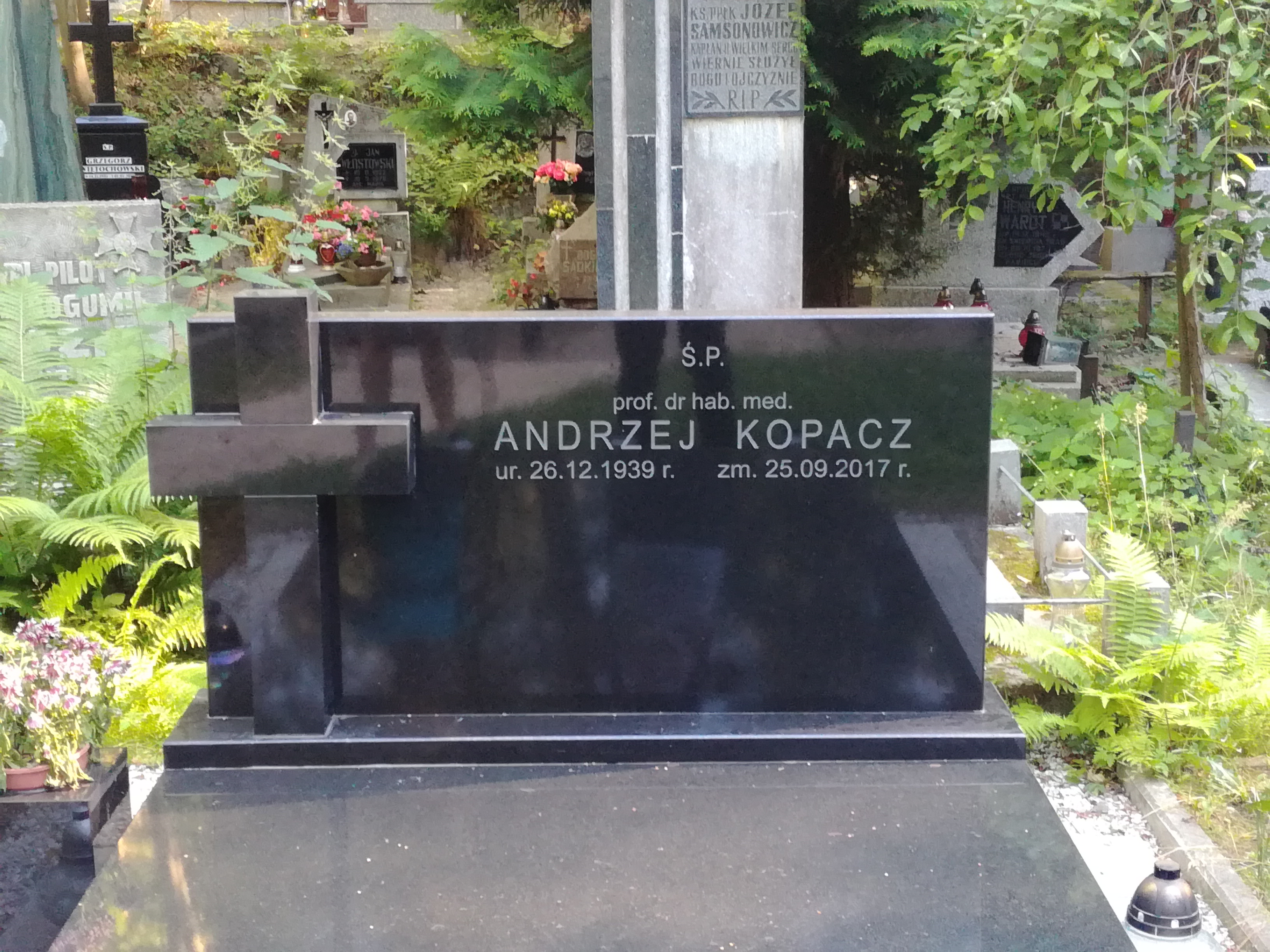
Grób profesora Andrzeja Kopacza na Cmentarzu Srebrzysko

Andrzej Szczepan Kopacz (ur. 26 grudnia 1939 w Strzemieszycach, zm. 25 września 2017) – polski chirurg, profesor dr hab. specjalizujący się w chirurgii onkologicznej.

## Życiorys
Urodził się 26 grudnia 1939 w Strzemieszycach (obecnie dzielnica Dąbrowy Górniczej).
W 1963 ukończył studia na Akademii Medycznej w Gdańsku, z którą związał swoją karierę zawodową. 22 sierpnia 1995 uzyskał tytuł profesora nauk medycznych. W latach 1986–2008 był kierownikiem Katedry i Kliniki Chirurgii Onkologicznej. Był promotorem 7 przewodów doktorskich i opiekunem 3 habilitacji.
W 1995 jego pionierskim osiągnięciem było wprowadzenie do leczenia zaawansowanego czerniaka złośliwego i mięsaków tkanek miękkich hipertermicznej chemioperfuzji. Pod jego kierownictwem wykonano po raz pierwszy w Polsce hipertermiczną chemioperfuzję jamy otrzewnej w rozsianym raku jelita grubego (1999) oraz żołądka.
Został odznaczony Złotym Krzyżem Zasługi, Krzyżem Kawalerskim Orderu Odrodzenia Polski, Medalem Komisji Edukacji Narodowej.
Zmarł 25 września 2017. Pochowany na Cmentarzu Srebrzysko w Gdańsku (rejon IX, taras III wojskowy).